# Erna Horn

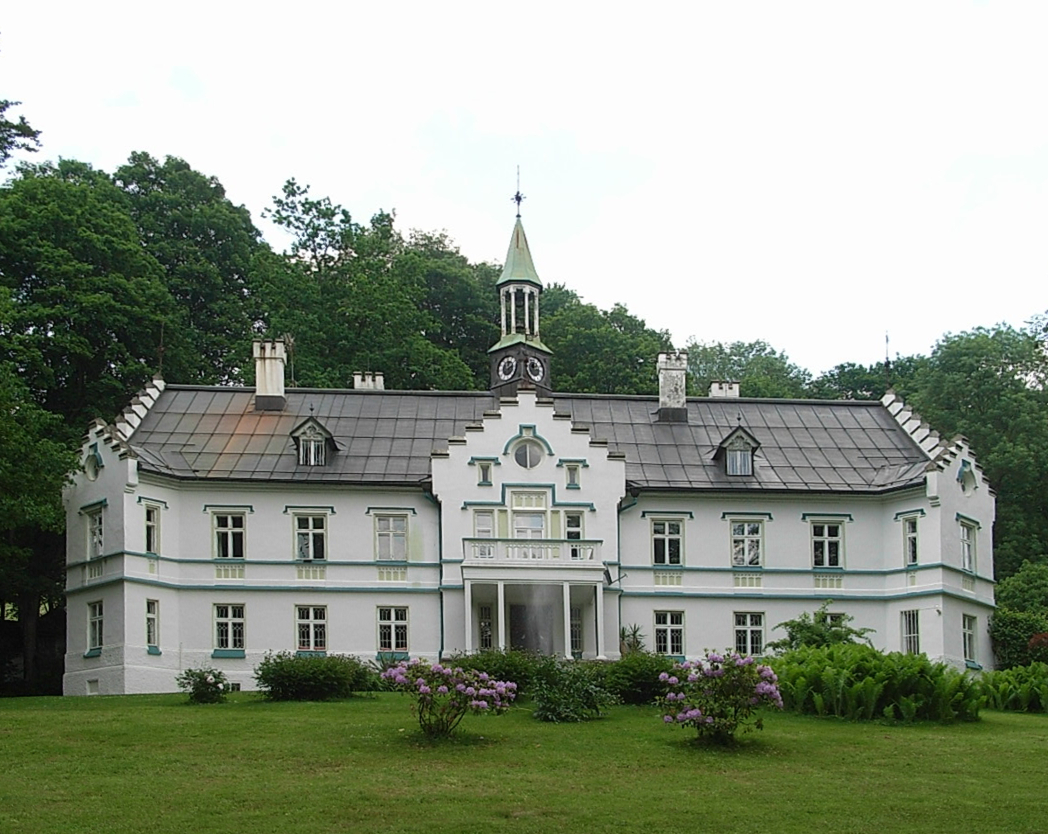
Schloss Buchenau, in dem Erna Horn seit 1942 eine Versuchsküche unterhielt

Erna Horn (* 26. Mai 1904 in München; † 7. April 1981; verheiratete Horn-Arndt), die auch unter dem Namen Maria Anders publizierte, war in den 1950er und 1960er Jahren eine der bekanntesten deutschen Kochbuchautorinnen.

## Leben
Seit den 1930er Jahren als Kochbuchautorin etabliert, erwarb sie 1942 zusammen mit ihrem Mann Dr. Julius Arndt (1898–1978), Sohn des Klassischen Archäologen und Privatgelehrten Paul Arndt,  Schloss Buchenau und richtete dort eine Versuchsküche ein. Auch ihr Verlag hatte in Buchenau seinen Sitz. Versuchsküche und Verlag blieben bis in die 1970er Jahre dort bestehen. 
Horns 1933 erschienenes Eintopf-Kochbuch Der Eintopf – das deutsche Spargericht diente als Grundlage für die nationalsozialistische Propaganda der Eintopfsonntage und wurde mehrfach aufgelegt. Horn verfasste zahlreiche Rezeptbücher und Bedienungsanleitungen für verschiedene Hersteller von Küchenmaschinen und anderen Kochgeräten, dabei stellte ihr Name auch einen Werbeträger dar.
Erna Horn stand als weibliches Rollenvorbild der 1930er bis 1950er Jahre für eine bruchlose Fortsetzung des hausfraulich fürsorglichen Rollenverständnisses der Vorkriegszeit. Ihr praktisches Kochbuch „Koche mit mir“, das 1950 erschien, wurde von der Porzellanfabrik Rosenthal gesponsert. Eine aufschlussreiche Quelle zur Sozialgeschichte der 1950er Jahre ist ihr Buch Hohe Schule der Lebensart, ein „Knigge“ der nicht nur die Umgangsformen, sondern auch das Gesellschaftsbild der Adenauer-Ära widerspiegelt.
Gemeinsam mit Julius Arndt baute Erna Horn seit den 1930er Jahren eine ständig und systematisch erweiterte Kochbuchsammlung auf, die bei ihrem Tod etwa 2700 Bände umfasste. Auch die Kochbuchsammlung befand sich zunächst auf Schloss Buchenau. Nach ihrem Tod übernahm der Sammler und Reiseunternehmer Georg Höltl die Sammlung und baute sie auf etwa 12.400 Bände aus. Heute befinden sich etwa 500 der historischen Bände der Sammlung im Glasmuseum Wilder Mann in Passau, der übrige Teil im Archiv der Rotel Tours in Tittling. Das Schloss erbten zwei ehemalige Angestellte Erna Horns, Theresia Dengler (Köchin) und Emilie Meislinger (Sekretärin).
1963 erschien in Lengerich eine Neubearbeitung des Praktischen Kochbuchs von Henriette Davidis, die Erna Horn erarbeitet hatte.
Erna Horn gilt als erste weibliche Sprecherin des bayerischen Rundfunks, von 1928 an hielt sie zahlreiche Rundfunkvorträge über hauswirtschaftliche Themen aus denen später ihr Buch „Der Neuzeitliche Haushalt“ hervorging.

## Ehrungen
- 1964: Bayerischer Verdienstorden
- 1978: Verdienstkreuz 1. Klasse der Bundesrepublik Deutschland[8]

## Veröffentlichungen

### Unter dem Namen Erna Horn
- Der Eintopf – das deutsche Spargericht, Eigenverlag 1933
- Behaglichkeit durch Wärme : Erläutert am Beispiel des Braunkohlenbriketts. Leipzig 1940.
- Praktischer Lehrgang durch die Küche. 1940. (später Bd. 1 des Neuzeitlichen Haushalts)
- Der neuzeitliche Haushalt : ein wertvoller Führer durch die gesamte Küche und Hauswirtschaft in zwei Bänden. München 1941. Später mit dem Zusatz aus der Versuchsküche Buchenau, noch später wurden beide Bände in einem vereinigt.
- Müller's Kochbuch. Regensburg, c.1950. Rezeptheft der Fa Ernst Müller.
- Koche mit mir : praktisches Kochbuch der Gegenwart. München 1951.
- Was am Wege wächst. München 1951.
- Für liebe Gäste und häusliche Feste. Gesellschaftlicher Ratgeber mit Koch-Rezepten für festliche Gelegenheiten. München 1951.
- So macht‘s Freude. Das neue MAGGI-Kochbuch. Frankfurt am Main 1952.
- Iß amüsant! : kulinarische Kapriolen. München 1954.
- Der Arzt spricht und Mutter kocht : Ärztlich betreutes Reform- u. Diätkochbuch. Kempten 1955.
- Lux Koch Lexikon von A – Z. Murnau 1955.
- Hohe Schule der Lebensart. Kempten 1955.
- Allfix-Kochbuch Mit nahezu 400 Rezepten für die einfache und feine Küche unter Benutzung der Allfix-Küchenhilfe. Stuttgart 1955.
- Bauknecht-Kochbuch. Mit nahezu 400 Rezepten für die einfache und feine Küche unter Benutzung der Bauknecht-Küchenmaschine. Stuttgart 1957.
- Henriette Davidis: Praktisches Kochbuch für die einfache und feinere Küche. Neubearbeitet von Erna Horn. Lengerich 1963.
- Salate für jede Jahreszeit. Hamburg 1963.
- zusammen mit Julius Arndt: Vom himmlischen Theriak. Köln 1965.
- Buntes Grillbuch : Gesünder kochen, länger leben. Kempten 1966.
- Kalt, bunt und lecker. Ein zeitnahes Lehrwerk der modernen Küche. Kempten 1966.[9]
- Buntes Käsebuch. Kempten, 1966.
- zusammen mit Julius Arndt: Internationale Cocktails. Herbig, Berlin 1966.
- Erna Horn's Koch Lexikon von A–Z. Mit ein- und mehrfarbigen Bildtafeln. Kempten 1968.
- Gaumenfrohe Küchenweisheit. Berlin 1968.
- Das altbayrische Küchenjahr. Ein kulinarischer Kalender. München 1974.
- Von Knötelein, Knödchen und Knödeln : kulturhistor. Betrachtungen rund um d. Knödel u. Klösse. München 1976.
- Branntewein in Frauenhand : Historie vom Branntewein. München 1977.
- Backe, backe Kuchen : das große Backbuch. Kempten ca. 1978.
- Wildfrüchte und Pilze in der Küche : Sammeln und Zubereiten nach alten und neuen Rezepten. München ca. 1979.
- Gemüsegerichte und Obstspeisen: 646 Rezepte f. d. gesunde Küche. München 1980.
- Drei altbairische Koch- und Kultur-Dokumente. München 1983.
- Köstliches und Curieuses aus alten Kloster- und Pfarrküchen. Gütersloh, 1983.
- Bayrische Kuchl – Alte bayerische Originalrezepte.
- Fisch in der Küche
- Wild in der Küche

### Unter dem Namen Maria Anders
- Kalte Platten für Familie, Feste und Feiern. Hamburg 1963; Gütersloh 1968.
- Deftig und kräftig. Hamburg 1964.
- Gedeckte Tische. Hamburg 1964.
- Schnellmenüs für den verwöhnten Gaumen. Hamburg 1965.
- Leichte Kost. Hamburg 1965.